# Benjamin Axus
Benjamin Axus (Versailles, 28 settembre 1994) è un judoka francese.

## Palmarès
- Mondiali

Budapest 2017: bronzo nella gara a squadre mista;
Baku 2018: argento nella gara a squadre;